# استئصال البروستات بالروبوت
استئصال البروستات بالروبوت، ويسمى أيضًا استئصال البروستات بمساعدة الكمبيوتر. عمل جراحي يعتمد على تقنيات الروبوت والذكاء الاصطناعي، ويستخدم لاستئصال البروستات الجذري في سياق سرطان البروستات في مراحله الأولى. يعتبر استئصال البروستات الجذري باستخدام الروبوت أشيع عمل جراحي باستخدام الروبوت يُجرى في العالم حاليًا، وهو أول عمل جراحي رخصت الإدارة الأمريكية للغذاء والدواء إجراءه باستخدام روبوت دافنشي.
حقق استخدام الروبوت في جراحة البروستات نقلة نوعية، فقد أدى لتحسن كبير في معدلات الشفاء، مع تقليل الاختلاطات والتأثيرات الجانبية للعمل الجراحي، وأهمها السلس البولي، ومعدلات نكس الورم، لكن التكلفة المرتفعة لهذا العمل الجراحي مقارنة بالطريقة التقليدية ما يزال عائقًا هامًا أمام تطبيقه على نطاق واسع.

## مقدمة عن جراحة الروبوت
ظهرت جراحة الروبوت في أواخر القرن الماضي، وشهدت تطورًا كبيرًا خلال السنوات القليلة الماضية، وقد أصبح من الشائع إجراء مختلف العمليات الجراحية باستخدام الروبوت لا سيما الجراحة البولية والجراحة النسائية.
لقد شكل روبوت دافنشي منذ ظهور نقلة نوعية في مجال جراحة الروبوت بفضل التقنيات والبرمجيات الحديثة التي يمتلكها، ما عزز من إقبال الجراحين على استخدامه لإجراء العمليات الجراحية المتنوعة. تقدر الإحصائيات إجراء أكثر من نصف مليون عمل جراحي باستخدام الروبوت في الولايات المتحدة وحدها.

## استطبابات استئصال البروستات الجذري
يجرى استئصال البروستات الجذري لعلاج سرطان البروستات في مراحاه الأولى، وفق الشروط التالية:
- الورم محدود ضمن غدة البروستات.
- الورم غير منتشر لأعضاء بعيدة.
- الورم غير مرتشح في الأنسجة والأعضاء المجاورة.
- المريض لا بعاني من حالات وأمراض أخرى خطيرة.
- العمر المتوقع المريض أكثر من ١٠ سنوات.

## فوائد استخدام الروبوت في استئصال البروستات
لقد حقق استخدام الروبوت لاستئصال البروستات الجذري العديد من الفوائد والإيجابيات للمريض والطبيب على حد سواء، ومن أهمها تقليل الاختلاطات والتأثيرات الجانبية المرتبطة بالعمل الجراحي مثل: العدوى، الألم، فترة الاستشفاء، السلس البولي، القذف الراجع. ومن الإيجابيات الهامة أيضًا أن هذه الطريقة قد قللت إلى حد كبير من معدلات نكس الورم وانتشاره، بمعنى آخر فقد زادت من معدلات الشفاء من سرطان البروستات مقارنة بطرق العلاج الأخرى ولا سيما استئصال البروستات الجذري بالطريقة التقليدية.

## سلبيات استخدام الروبوت في استئصال البروستات
لا يوجد عمومًا الكثير من السلبيات لاستخدام الروبوت لاستئصال البروستات الجذري، ويمكن أن تتعلق أغلبها بالتكلفة، فتكلفة استئصال البروستات بالروبوت أكبر من تكلفى استئصال البروستات بالجراحة التقليدية، ويتعلق ذلك بتكلفة استخدام أجهزة الروبوت الحديثة وصيانتها والتكلفة الإضافية للبرمجيات الحديثة وتدريب الجراحين على استخدام الروبوت بشكل مستمر.
ومن العوائق الهامة أمام استخدام الروبوت لاستئصال البروستات: عدم توفر الروبوتات الطبية والخبرة اللازمة لتشغيلها والعمل عليها في أغلب دول العالم، والحقيقة أن ٨٠% من روبوتات دافنشي توجد في الولايات المتحدة وحدها.

## طريقة استئصال البروستات بالروبوت
يتألف الروبوت الجراحي من ثلاثة أقسام عادة: جهاز العرض وكبينة الجراح وأذرع الروبوت.
خلال عملية استئصال البروستات يتحكم الجراح الذي يجلس في كبينته بأذرع الروبوت لإجراء العمل الجراحي. تكون أذرع الروبوت رفيعة وطويلة ويتم إدخالها عبر ثقوب دقيقة أسفل البطن لاستئصال البروستات، يحمل أحد أذرع الروبوت كاميرا صغيرة لنقل الصورة لشاشة العرض أمام الجرَّاح. من التقنيات الحديثة التي أضيفت لروبوت دافنشي أجهزة لمنع الارتجاج والاهتزاز، ما يزيد من دقة العمل الجراحي وأمانه.